# 위르겐 조이멜
위르겐 조이멜(독일어: Jürgen Säumel, 1984년 9월 8일, 케른텐주 프리에자흐 ~)은 오스트리아의 전직 프로 축구 선수로, 현역 시절 미드필더로 활약했다.

## 클럽 경력
조이멜은 슈투름 그라츠와의 계약이 만료된 후, 2008년 7월 22일에 토리노와 3년 계약을 맺었다. 토리노에서 1년 반을 보낸 그는 브레시아로 반 년 임대되었고, 이후 뒤스부르크로 이적했다.

## 국가대표팀 경력
조이멜은 유로 2008에 오스트리아 국가대표팀 일원으로 참가했고, 0-1로 패한 크로아티아와의 경기에 선발로 출전했다. 그는 61분에 노장 이비차 바스티치와 교체되어 나갔다.